# هنري رايس
هنري رايس (بالإنجليزية: Henry Rice)‏ هو سياسي أمريكي، ولد في 15 يناير 1786 بمارلبورو في الولايات المتحدة، وتوفي في 15 أكتوبر 1867 في نفس البلد. انتخب عضو مجلس نواب ماساتشوستس.